# Opis typu wejście-wyjście
Opis typu wejście-wyjście – w teorii sterowania, opis układu typu „czarna skrzynka” przedstawiający wprost zależność wyjścia układu regulacji od jego wejścia z pominięciem wewnętrznego stanu układu (w opisie takim nie występują więc w sposób jawny zmienne opisujące stan układu).
Do zasadniczych typów takiego opisu należy (dla ciągłych układów liniowych) równanie różniczkowe o stałych współczynnikach:
{\displaystyle a_{n}{\frac {d^{n}y}{dt^{n}}}+a_{n-1}{\frac {d^{n-1}y}{dt^{n-1}}}+\dots +a_{1}{\frac {dy}{dt}}+a_{0}y=b_{m}{\frac {d^{m}u}{dt^{m}}}+\dots +b_{1}{\frac {du}{dt}}+b_{0}u,}
gdzie {\displaystyle n} jest rzędem układu (względem {\displaystyle y}) i musi być {\displaystyle m\leqslant n} jeśli układ ma być realizowalny fizycznie (zob. też transmitancja właściwa), {\displaystyle u} jest zmienną wejściową, a {\displaystyle y} jest zmienną wyjściową. Przyjęcie w powyższym równaniu {\displaystyle a_{n}=1} (to znaczy podzielenie wszystkich współczynników przez {\displaystyle a_{n}}) nie powoduje utraty ogólności modelu.
Opis typu wejście-wyjście w postaci równania różniczkowego nie należy do najwygodniejszych, dlatego stosuje się często inne typy takiego opisu, które można wyprowadzić z równania różniczkowego:
- transmitancję operatorową,
- całkę splotową.

Powyższe opisy można otrzymać podając wymuszenie na wejście układu i obserwując odpowiedź układu, dlatego równoważnym modelem wejścia-wyjścia (opisem zawierającym informację o danym układzie) są w przypadku dziedziny czasu: charakterystyki czasowe, a w przypadku dziedziny częstotliwości – charakterystyki częstotliwościowe.
Model typu wejście-wyjście stosowany jest najczęściej tam gdzie projektant nie posiada wiedzy o wewnętrznym, fizycznym funkcjonowaniu opisywanego obiektu – na przykład dysponuje jedynie pomiarami jakie zebrał na wejściu i wyjściu systemu (podając wymuszenie i obserwując odpowiedź układu). Opis typu wejście-wyjście ma swoje ograniczenia: nie pozwala na uzyskanie odpowiedzi na pytanie jak przebiegają procesy wewnątrz układu; w praktyce stosowany jest głównie do opisu układów liniowych, podczas gdy model układu w postaci równań stanu przeznaczony jest do opisu zarówno układów liniowych, jak i nieliniowych. Jeśli więc projektant posiada wiedzę o wewnętrznym działaniu układu wskazane jest konstruowanie modelu układu w postaci równań stanu, które jawnie ujmują wewnętrzne zmienne stanu.
Podanemu wyżej równaniu różniczkowemu rzędu {\displaystyle n} równoważny jest układ {\displaystyle n} równań różniczkowych rzędu pierwszego. Aby dokonać odpowiedniego sprowadzenia trzeba jednak zdefiniować (nowe) zmienne stanu. Przy tym należy również zwrócić uwagę, że o ile opis typu wejście-wyjście jest jednoznaczny dla danego układu to opis z wykorzystaniem równań stanu już nie jest. Ponadto dla układów, których działanie jest zakłócane sygnałami losowymi stosuje się szerszą klasę modeli układów dynamicznych, do której zaliczyć można:
- model AR,
- model ARMA,
- model ARMAX.